# Nærøya
Nærøya est une île inhabitée de la commune de Nærøysund, en mer de Norvège dans le comté de Trøndelag en Norvège.

## Description
L'île de 4,6 km2 est située sur le côté est de Nærøysundet (en) et au sud de l'île de Marøya. Elle fait partie de l'archipel  de Vikna. L'île est maintenant une propriété privée.

### Église de Naerøya
Sur l'île se trouve Old Nærøy Church (en), datant  du XIIe siècle et bénéficiant d'un statut de monument culturel protégé.
L'église a brûlé au XVIIIe siècle et en 1848 puis est tombée en désuétude.Le bâtiment est resté sans toit jusqu'à la fin des années 1960. Les Amis de Nærøykirke ont été fondés en 1997 et ont beaucoup travaillé pour restaurer l'église qui a eu un nouveau toit en 2004.

## Galerie

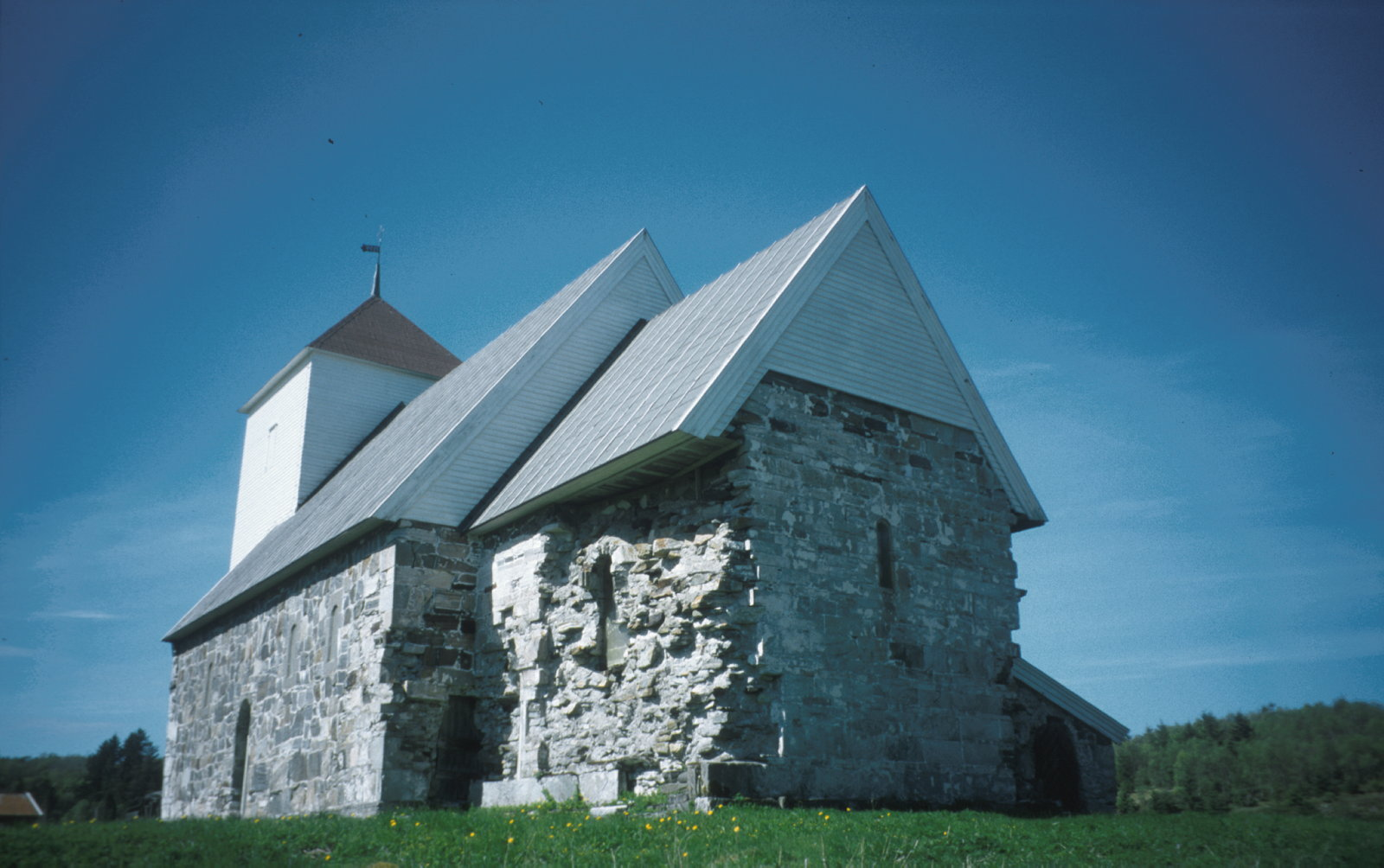
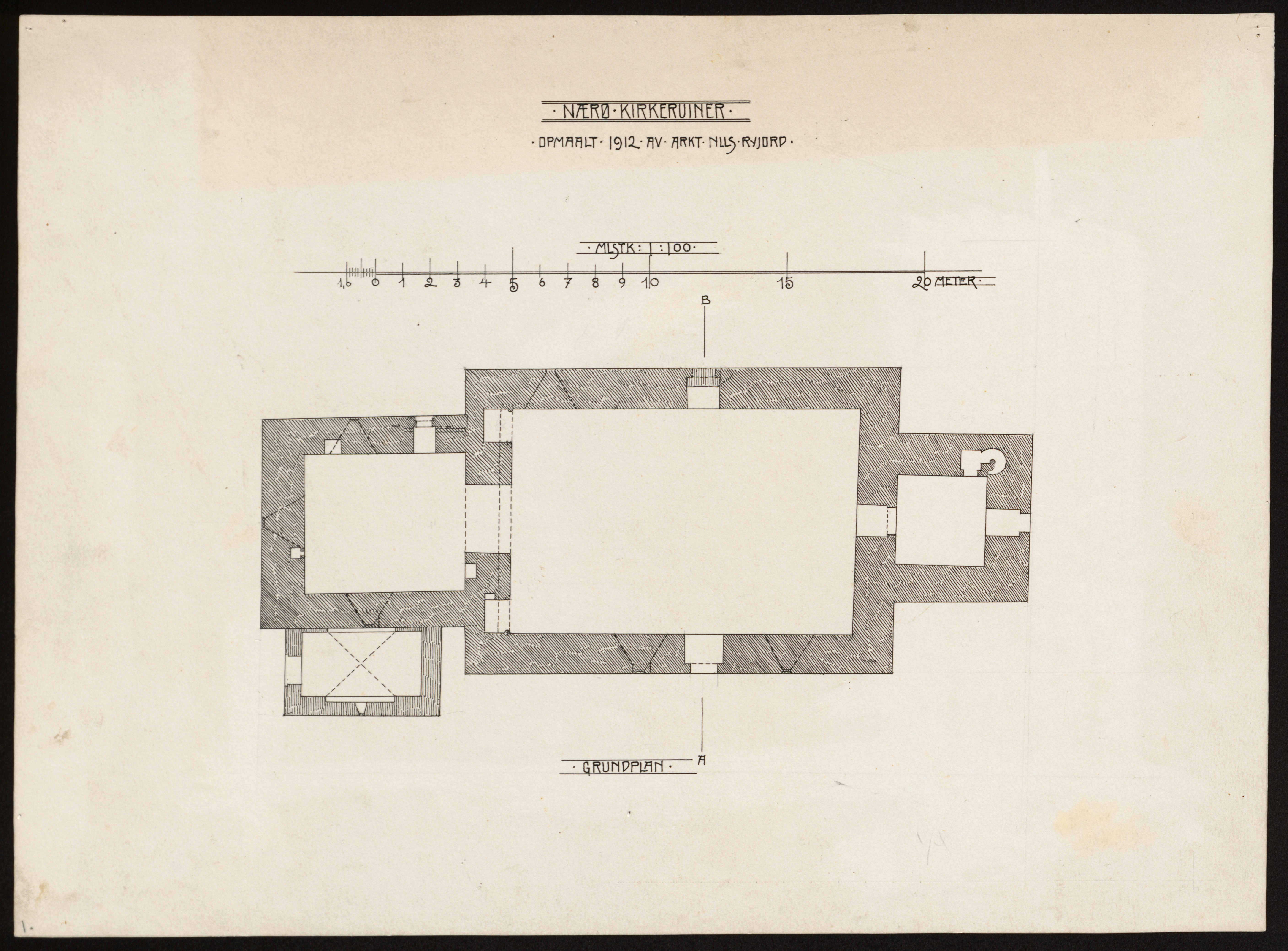
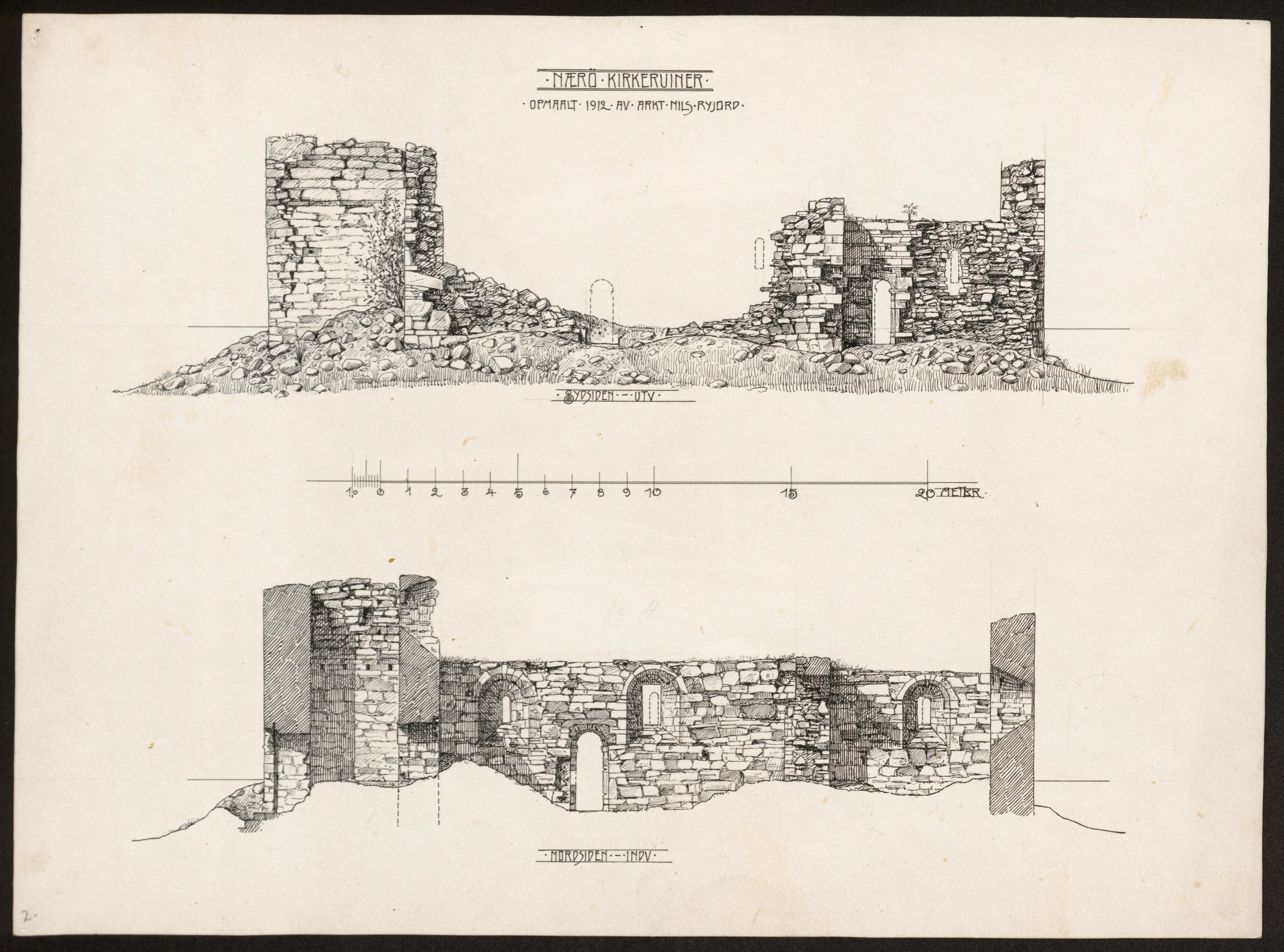
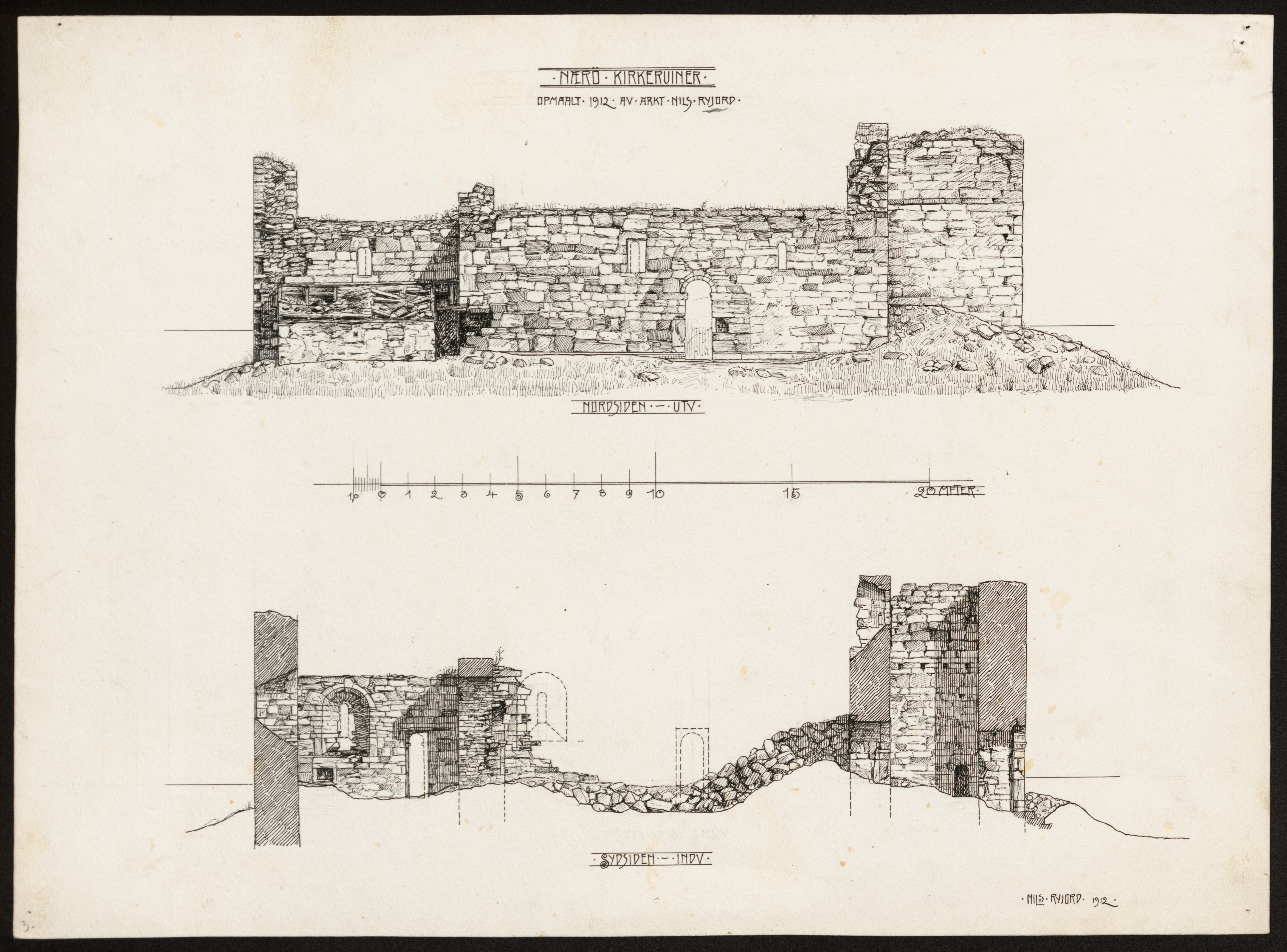
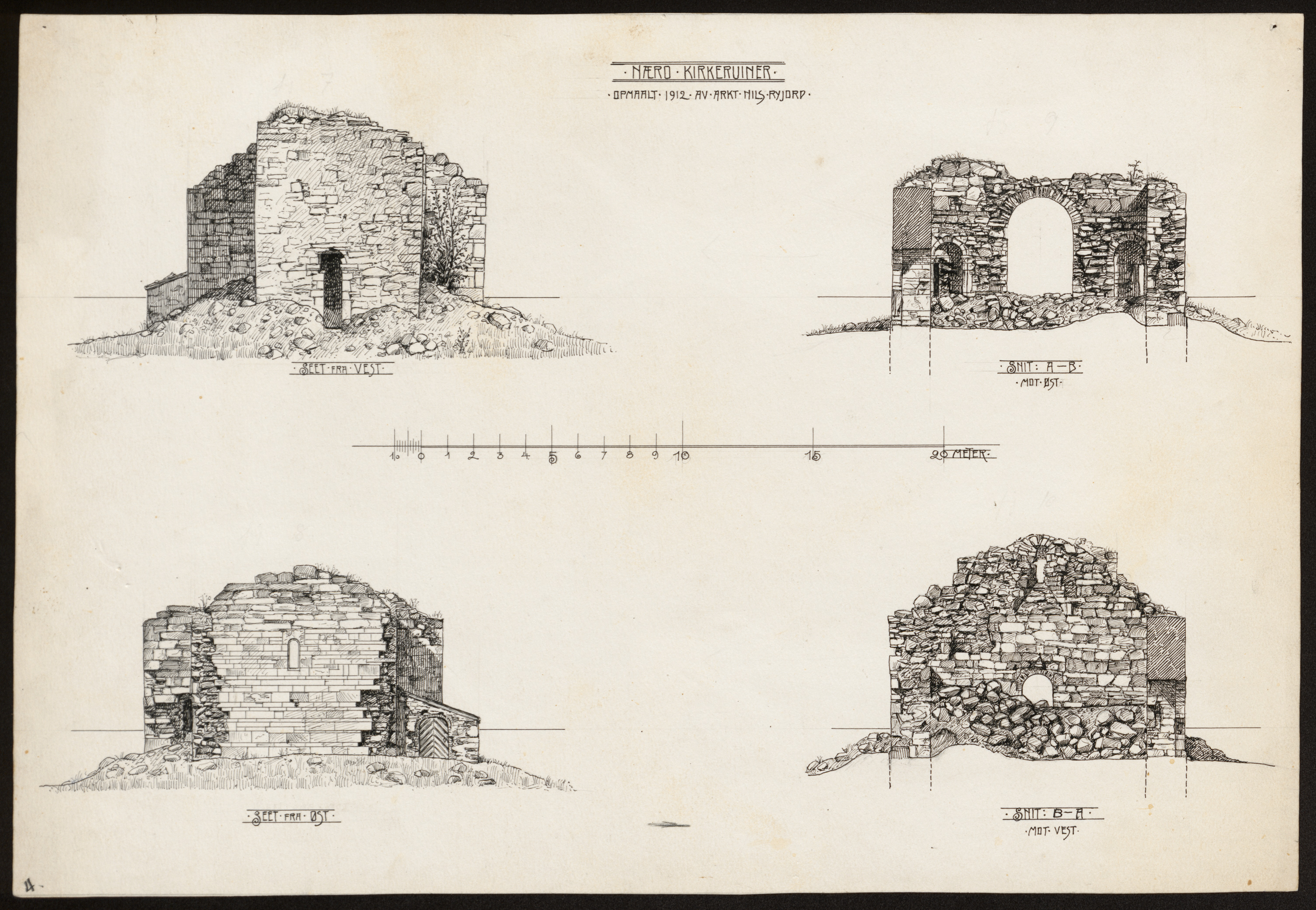
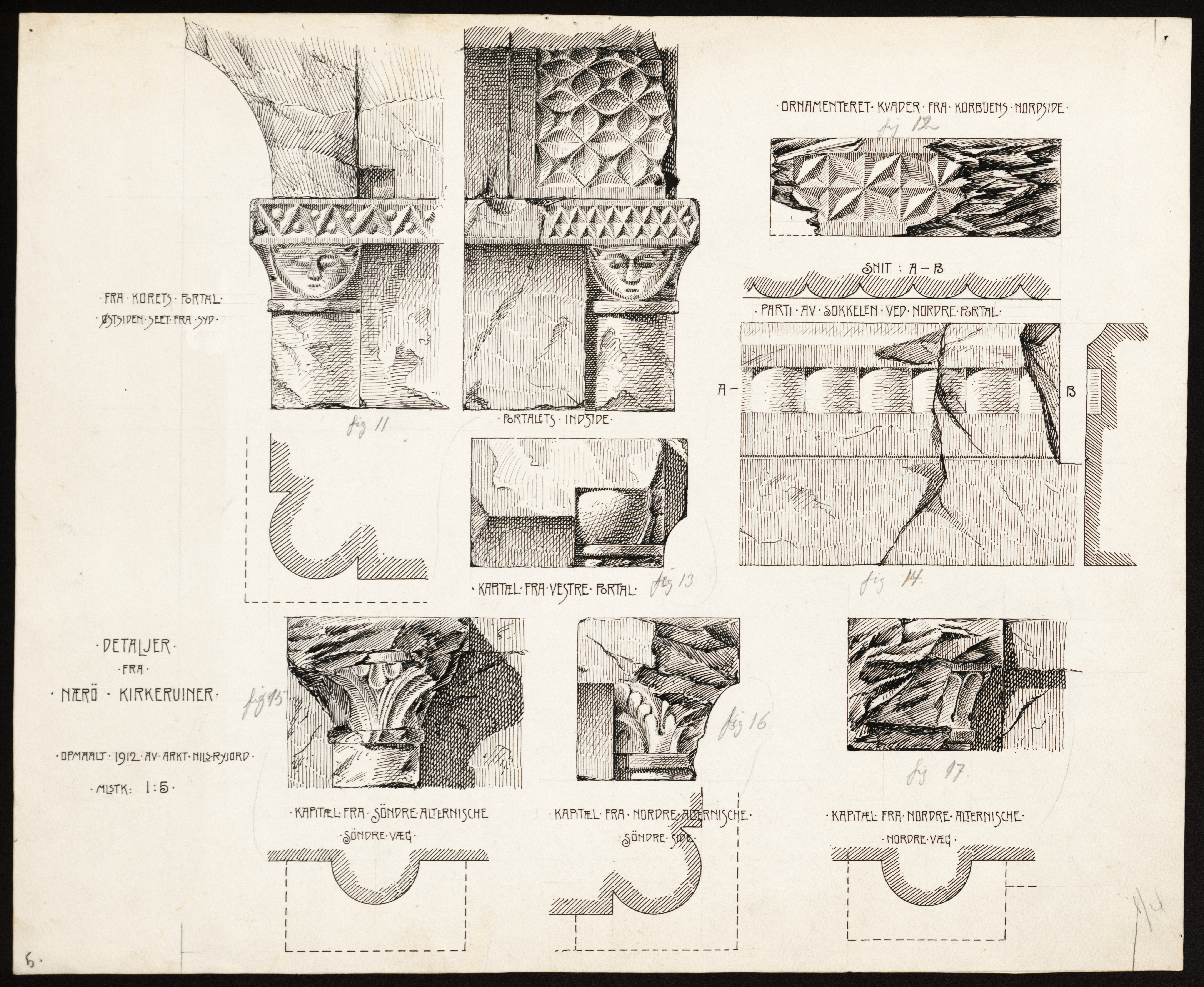
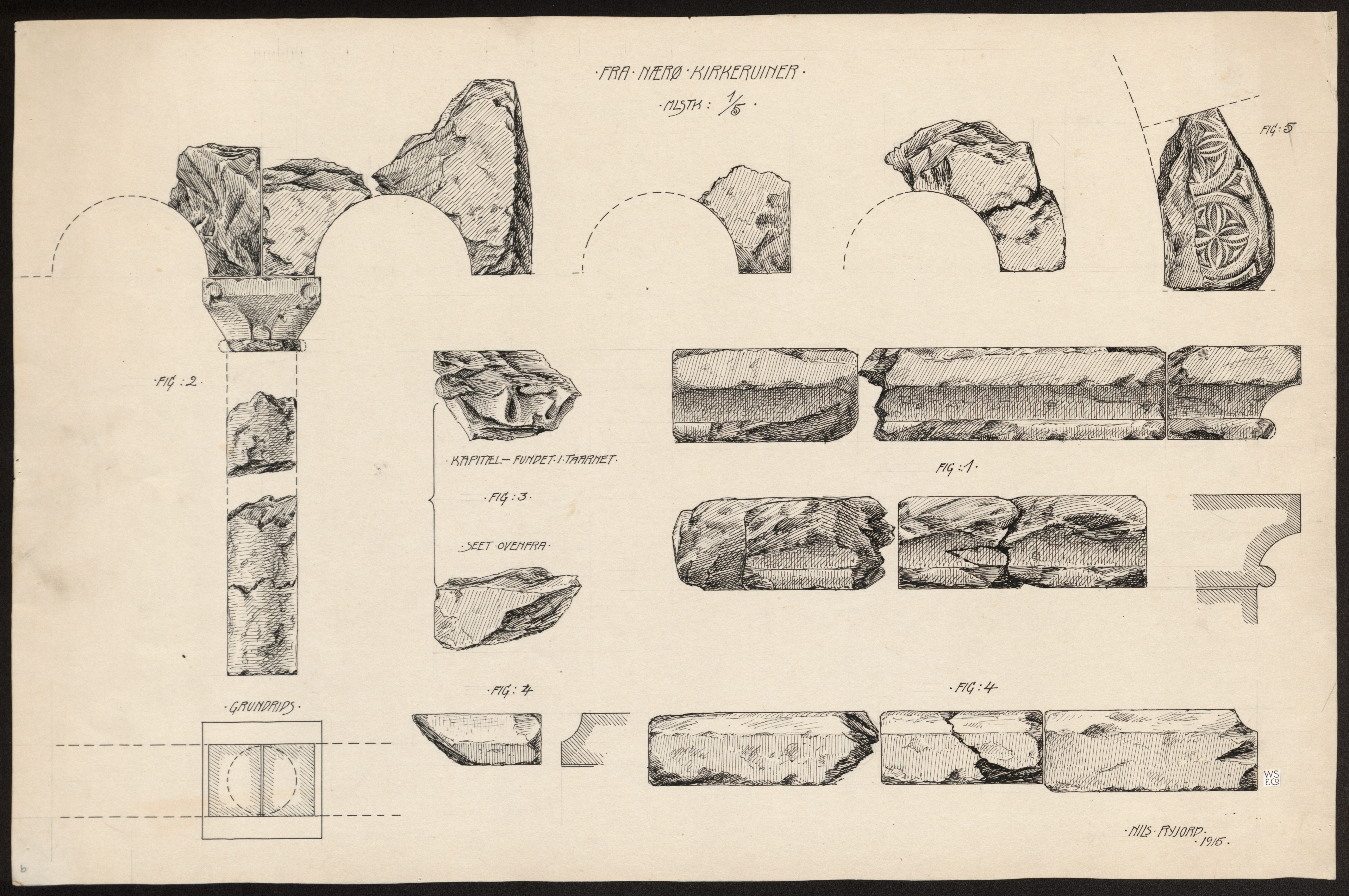
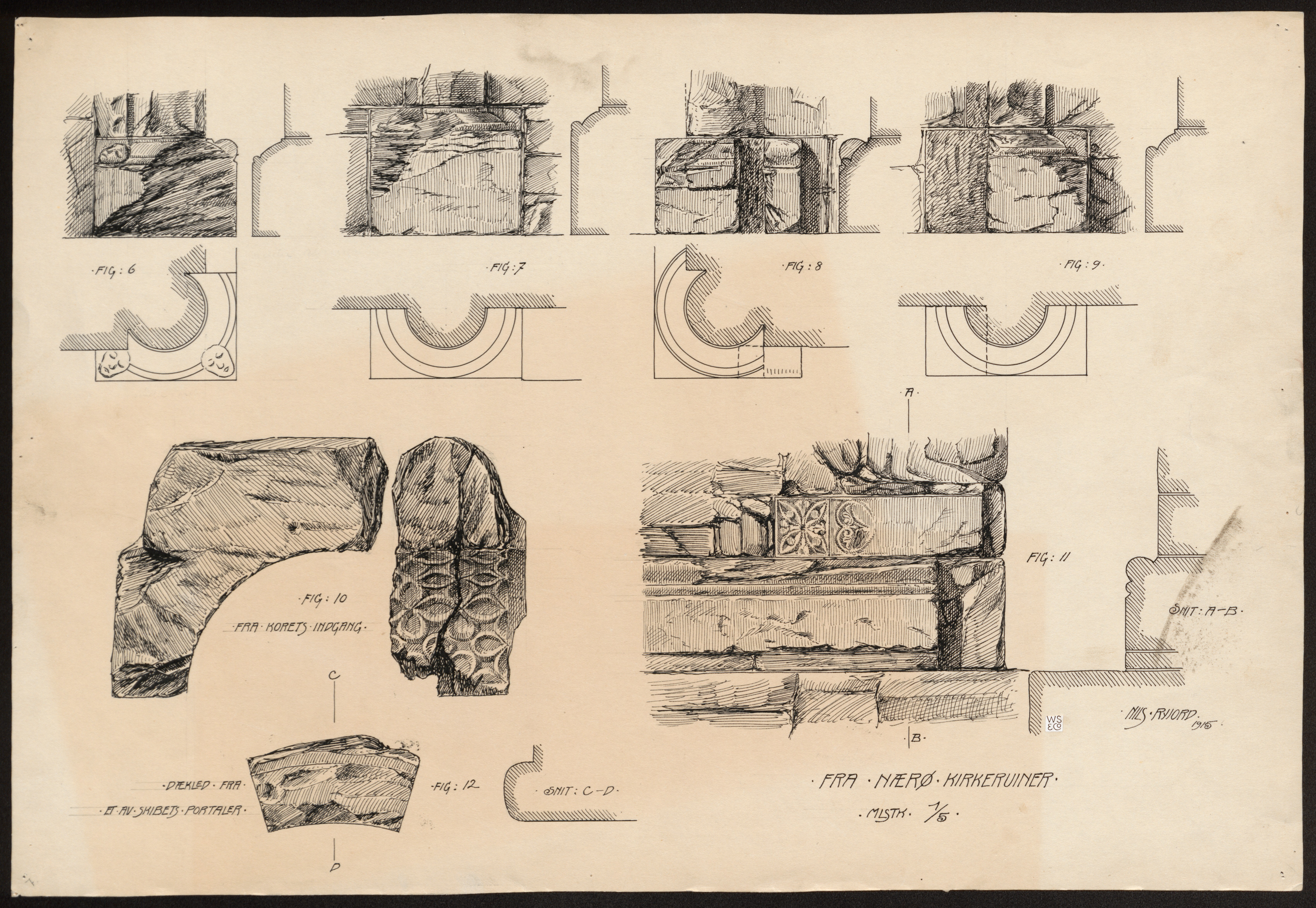